# Koszykarz blady
Koszykarz blady (Asthenes hudsoni) – gatunek małego ptaka z rodziny garncarzowatych (Furnariidae). Występuje w Ameryce Południowej na terenie Argentyny, Brazylii i Urugwaju. W Czerwonej księdze gatunków zagrożonych IUCN klasyfikowany jest jako gatunek bliski zagrożenia (NT, ang. Near Threatened).

## Systematyka
Takson ten po raz pierwszy zgodnie z zasadami nazewnictwa binominalnego opisał angielski przyrodnik Philip Lutley Sclater w 1874 roku na łamach „Proceedings of the Zoological Society of London”. Autor nadał ptakowi nazwę Synallaxis hudsoni, a jako miejsce typowe podał Conchitas w okolicy Buenos Aires w Argentynie. Badania molekularne opublikowane w 2011 roku wykazały, że koszykarz blady jest najbliżej spokrewniony z koszykarzem południowym Asthenes anthoides. Oba te gatunki były wcześniej zaliczane do rodzaju Thripophaga. Koszykarz blady jest gatunkiem monotypowym.

### Etymologia
- Asthenes: gr. ασθενης asthenes „nieistotny, mało znaczący”, od negatywnego przedrostka α- a-; σθενος sthenos „siła, moc”[10].
- hudsoni: od nazwiska Williama Henry’ego Hudsona (1841–1922), angielsko-argentyńskiego przyrodnika, pisarza, który mieszkał w Argentynie w latach 1842–1874[11].

## Morfologia
Mały ptak o jasnobrązowych tęczówkach. Dziób długi i cienki, żuchwa od bladorogowej do szarej z czarniawym zakończeniem, górna szczęka brunatnoczarna. Nogi i stopy jasnobrązowe. Górne części ciała są piaskowo-beżowe z wyraźnymi, na przemian czarniawymi i srebrzystymi pręgami. Głowa piaskowo-brązowa z jasnobrązowym paskiem brwiowym. Pokrywy skrzydeł ciemnobrązowe, pokrywy większe z białawymi końcówkami, środkowe i mniejsze z szerokimi matowymi rudawymi brzegami. Lotki ciemnobrązowe z jaśniejszymi obrzeżami. Ogon długi, stopniowany, sterówki postrzępione ze spiczastymi końcami, ciemne ze srebrzystymi brzegami. Dolne części ciała jaśniejsze. Na brodzie biaława plama z lekkim żółtawym lub pomarańczowo-żółtawym zabarwieniem. Gardło, pierś i brzuch płowe, nieco ciemniejsze na bokach, na których widoczne są czarniawe pręgi. Długość ciała 18 cm. Nie występuje dymorfizm płciowy. Młode osobniki mają pierś i boki z czarno-brązowymi pręgami.
Wymiary szczegółowe:
|                       | Samiec  | Samica  |
| Długość skrzydła (mm) | 74–83   | 70–73   |
| Długość ogona (mm)    | 74–85   | 69–85   |
| Długość dzioba (mm)   | 18,2–22 | 17,5–20 |

## Zasięg występowania
Koszykarz blady występuje na dużym obszarze wschodniej Argentyny, w Urugwaju i najbardziej na południowy-wschód wysuniętych obszarach stanu Rio Grande do Sul w skrajnie południowo-wschodniej Brazylii. Zasięg występowania (EOO, Extent of Occurrence) według szacunków organizacji BirdLife International obejmuje około 1,02 mln km². Występuje zazwyczaj w zakresie wysokości do 950 m n.p.m.

## Ekologia i zachowanie
Jego głównym habitatem są wysokie, wilgotne stanowiska traw np. Paspalum quadrifarium z rodzaju prosowiec czy turzyc w sąsiedztwie terenów podmokłych. Długość pokolenia jest określona na 3,8 roku.  Ptak ten żeruje samotnie lub w parach. Nie ma wielu informacji o diecie tego gatunku, składa się głównie z owadów: larwy motyli, chrząszczy, tarczówek, paroskrzydłych i błonkówek. Koszykarz blady żeruje na ziemi lub blisko niej.

### Rozmnażanie
Sezon lęgowy koszykarza bladego przypada na okres wiosny i lata, jaja składane są w okresie od listopada do grudnia. Gniazdo buduje na ziemi w trawie. Jest bardzo dobrze zamaskowane, wykopane pod korzeniami traw lub ostów, zamaskowane kulistym przykryciem z traw lub niewielkich gałązek. Gniazdo wyścielone jest piórami, małymi gałązkami i włosiem. W lęgu zazwyczaj 3–4 jaja, chociaż czasami tylko dwa lub aż pięć.

## Status
W Czerwonej księdze gatunków zagrożonych IUCN koszykarz blady jest uznawany za gatunek bliski zagrożenia (NT, ang. Near Threatened). Wielkość populacji nie jest oszacowana, a gatunek ten opisywany jest jako rzadki, ale lokalnie dosyć pospolity. BirdLife International ocenia, że liczebność populacji prawdopodobnie spada z powodu utraty naturalnych siedlisk poprzez zajmowanie terenów jego zamieszkania przez obszary uprawne i hodowlane.